# Veronica Brenner
Veronica Brenner (Scarborough, 18 oktober 1974) is een voormalig freestyleskiester uit Canada. Ze vertegenwoordigde haar vaderland op de Olympische Winterspelen 1998 in Nagano en de Olympische Winterspelen 2002 in Salt Lake City. 
In 2000 liep Brenner een zware knieblessure op tijdens een training. Hierdoor kon ze niet meer deelnemen aan de rest van het seizoen 2000/2001. Tijdens haar herstel liep ze ook een schouderblessure op en kon ze ook niet aan het seizoen 2001/2002 deelnemen.
Tegenwoordig is ze freestyleskicommentator voor de Canadese televisie. Verder behoorde Brenner bij het comité dat de Olympische Winterspelen 2010 in Vancouver organiseerde en is ze atleet ambassadeur voor Right To Play, een organisatie die zich inzet voor het recht van ieder kind om te kunnen sporten en spelen.

## Resultaten

### Olympische Winterspelen
| Jaar | Plaats         | Resultaten |
| ---- | -------------- | ---------- |
| 1998 | Nagano         | 9e Aerials |
| 2002 | Salt Lake City | Aerials    |

### Wereldkampioenschappen
| Jaar | Plaats              | Resultaten  |
| ---- | ------------------- | ----------- |
| 1995 | La Clusaz           | 20e Aerials |
| 1997 | Nagano              | Aerials     |
| 1999 | Meiringen-Hasliberg | 4e Aerials  |
| 2003 | Deer Valley         | 4e Aerials  |

### Wereldbeker
Eindklasseringen
| Seizoen   | Algemeen         | Aerials           |
| --------- | ---------------- | ----------------- |
| 1993/1994 | 60e 36,00 punten | 23e 284,00 punten |
| 1994/1995 | 29e 71,00 punten | 10e 568,00 punten |
| 1995/1996 | 8e 95,00 punten  | · 852,00 punten   |
| 1996/1997 | 4e 97,00 punten  | · 776,00 punten   |
| 1997/1998 | 16e 83,00 punten | 5e 584,00 punten  |
| 1998/1999 | · 95,00 punten   | · 284,00 punten   |
| 1999/2000 | · 95,00 punten   | · 476,00 punten   |
| 2001/2002 | 13e 76,00 punten | 5e 380,00 punten  |
| 2002/2003 | 15e 81,00 punten | 7e 488,00 punten  |

Wereldbekerzeges
| Datum            | Plaats         | Onderdeel |
| ---------------- | -------------- | --------- |
| 9 december 1995  | Tignes         | Aerials   |
| 20 december 1995 | Piancavallo    | Aerials   |
| 5 januari 1996   | Lake Placid    | Aerials   |
| 7 december 1996  | Tignes         | Aerials   |
| 15 december 1996 | La Plagne      | Aerials   |
| 8 januari 1997   | Mont Tremblant | Aerials   |
| 26 januari 1997  | Breckenridge   | Aerials   |
| 23 januari 2000  | Heavenly       | Aerials   |
| 17 maart 2000    | Livigno        | Aerials   |
| 13 januari 2002  | Mont Tremblant | Aerials   |